# Rhyncholestes raphanurus
Rhyncholestes raphanurus e вид дребен бозайник от семейство Ценолестесови (Caenolestidae). Разпространен е във високопланинските области в южната част на Андите, на територията на Чили. Видът живее гори намиращи се в умерения климатичен пояс в южната част на Чили включително и на остров Чилое. Дължината на тялото е 11 - 12 cm, опашката 6 - 8 cm. Ражда около 5 малки. В сравнение с другите представители на семейството муцуната на този вед е най-дълга. Живее по земята и се храни смалки безгръбначни.

## Подвидове
- Rhyncholestes raphanurus continentalis
- Rhyncholestes raphanurus raphanurus